# Décès en 1304
Décès
- 1300
- 1301
- 1302
- 1303
- 1304
- 1305
- 1306
- 1307
- 1308

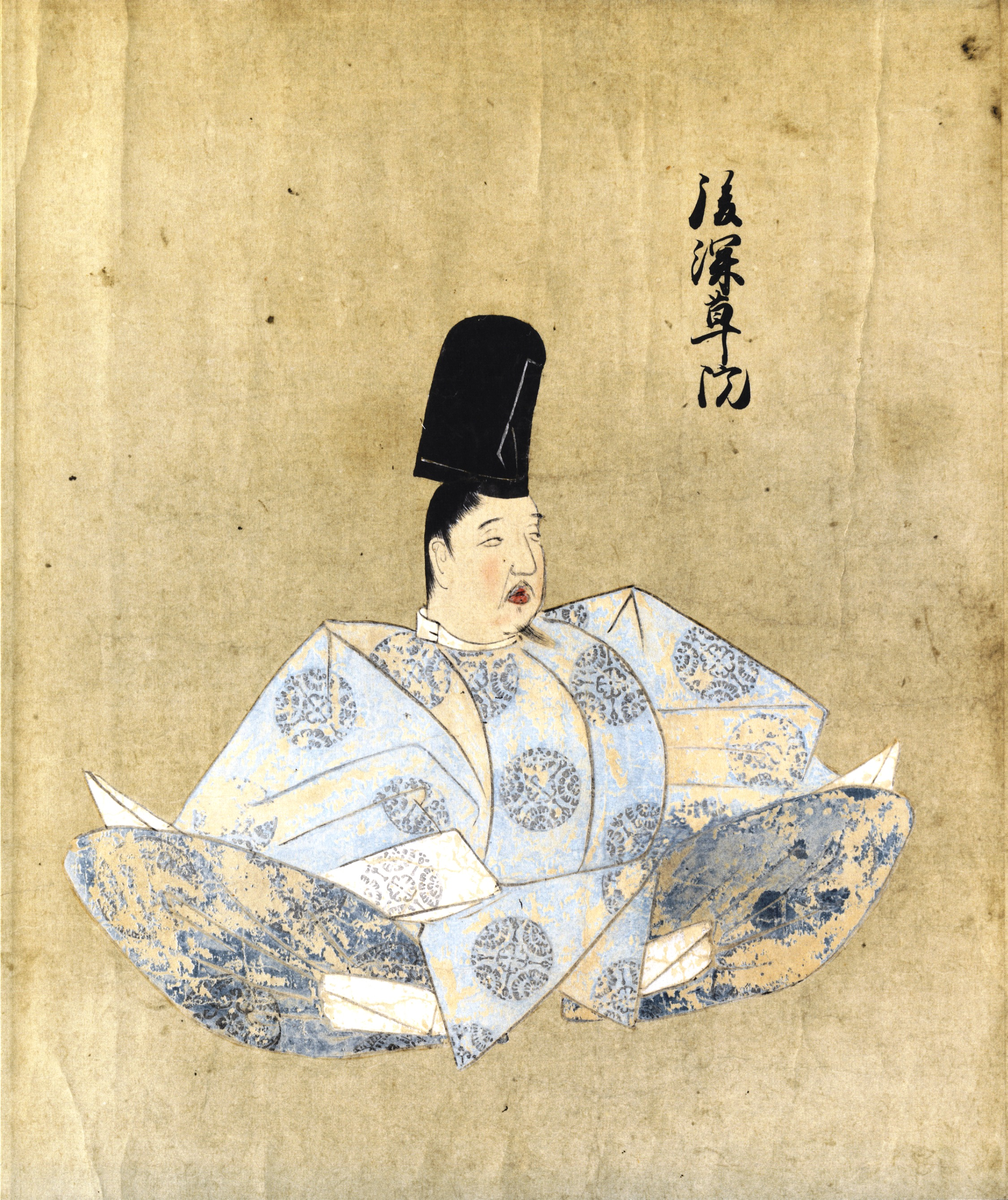
Go-Fukakusa 89e empereur du Japon, mort en 1304.

Cette page dresse une liste de personnalités mortes au cours de l'année 1304 :
- 13 janvier : Ichijō Uchisane, noble de cour japonais (kugyō) de l'époque de Kamakura.
- 2 février : Othon II d'Oldenbourg-Delmenhorst, prince de la maison d'Oldenbourg.
- 14 février : Guy d'Ibelin, comte de Jaffa.
- 7 mars : Bartolomeo I della Scala, condottiere et homme politique italien, membre de la dynastie scaligère.
- 5 avril : Pierre II de Gruyère, comte de Gruyère.
- 11 avril : Mahaut de Lacy, baronne Geneville, issue de l'aristocratie cambro-normande.
- juin : Mladen Ier Šubić, membre de la noble famille Croate des Šubić, il est Ban de Bosnie.
- 4 juin : Sambor, prince de Rügen.
- 17 juillet : Edmond Mortimer, 2e baron Mortimer de Wigmore, soldat et baron anglais de la famille Mortimer.
- 17 août : Go-Fukakusa, 89e empereur du Japon.
- 18 août : Guillaume de Juliers, noble et archidiacre du prince évêque de Liège.
- 1er août : Pierre d'Alamanon, évêque de Sisteron
- 22 août : Jean Ier de Hainaut, comte de Hainaut et comte de Hollande.
- 25 septembre : Pierre d'Auvergne, philosophe et théologien du collège de Sorbonne.
- 28 septembre : Élisabeth de Kalisz, ou de Grande-Pologne, duchesse consort de Legnica.
- John de Warenne, baron anglais, comte de Surrey.
- 11 octobre : Conrad II le Bossu, duc de Ścinawa et de Żagań.
- 13 octobre : Mathieu IV de Montmorency, seigneur, baron de Montmorency, grand chambellan de France, amiral de France.

- Pierre Armengol, religieux mercédaire espagnol, qui a survécu à son martyre à Béjaïa (Algérie).
- Benoît XI, pape.
- Jean Berthout, avoué, seigneur de Malines et du pays de Malines.
- Conrad Ier de Brandebourg, corégent de la marche de Brandebourg.
- Fujiwara no Kimiko, impératrice consort du Japon, consort de l'empereur Go-Fukakusa.
- Giovanni d'Arborée, juge d'Arborée.
- Philippe d'Ibelin, connétable de Chypre.
- Hugues II de Bouville, chevalier et chambellan du roi de France Philippe le Bel.
- Robert de Bruce, 6e lord d'Annandale, comte de Carrick en droit de sa femme, seigneur écossais.
- Mathilde de Habsbourg, princesse allemande.
- Henri Ier de Holstein-Rendsburg, premier comte de Holstein-Rendsburg.
- Gaucelin de La Garde de Chambonas, évêque de Lodève puis évêque de Maguelone.
- Jehannot de Lescurel, poète et compositeur parisien.
- Gilles de Lessines, astronome.
- Henri II de Rodez, comte de Rodez, de Carlat et vicomte de Creyssel.
- Alain VI de Rohan, 8e vicomte de Rohan.
- Mahmud Ghazan Khan, septième ilkhan de Perse, arrière-petit-fils d'Houlagou Khan, le fondateur de la dynastie mongole des Houlagides ou Ilkhanides.
- Jacob ben Makhir ibn Tibbon, astronome, médecin et traducteur juif provençal.
- Gianciotto Malatesta, condottiere italien.
- Riccardo Orsini, comte palatin de Céphalonie et Zante.

## Crédit d'auteurs
- Cet article est partiellement ou en totalité issu de l'article intitulé « 1304 » (voir la liste des auteurs).